# Sorte Hest
Sorte Hest Gjæstgiveriet er en bygning, der ligger på Vesterbrogade i København.
Bygningerne er blandt de ældste på Vesterbro og kan spores tilbage til slutningen af 1600-tallet og har ud over landbrug og gæstgiveriet haft et bryggeri, brændevinshandel, kakkelovnsfabrik og købmandsforretning. Stedet blev ofte brugt af bønder, der ikke nåede inden for Københavns volde, før Vesterport lukkede om aftenen. Før 1815 hed kroen "Den forgyldte løve".
I 1980 var det Bøje Nielsens og Axel Juel-Jørgensens Dansk Totalentreprise A/S, der ejede ejendommen og havde planer om at nedrive den og bygge et nyt lejlighedskompleks. Disse planer blev imidlertid standset af Fredningsstyrelsen, der fik Sorte Hest fredet. I de følgende år blev bygningerne ikke vedligeholdt. I 1986 rykkede BZ-bevægelsen ind i de forfaldne bygninger, hvor bz'erne boede, indtil Københavns Kommune med politiets hjælp fik dem smidt ud i 1990. De fleste af bygningerne er nu 
ejet af to andelsboligforeninger.